# Самсоново (Тельмановский район)
Самсо́ново (укр. Самсонове) — село в Тельмановском районе Донецкой области Украины. Под контролем самопровозглашённой Донецкой Народной Республики.

## География
Село расположено на реке под названием Грузский Еланчик. К северо-востоку от населённого пункта проходит граница между Украиной и Россией.
В Донецкой области имеется ещё одно село Самсоново в соседнем Новоазовском районе.

#### Соседние населённые пункты по странам света
С: Коньково, Ивановка (оба выше по течению Грузского Еланчика)
СЗ: Калинино, Свободное
СВ: —
З: Чумак, Октябрьское
В: Клинкино
ЮВ: Ковское, Самойлово
ЮЮЗ: Хомутово, Седово-Василевка (оба ниже по течению Грузского Еланчика)
Ю: Витава

## Население
Население по переписи 2001 года составляло 392 человека.

## Общие сведения
Код КОАТУУ — 1424881905. Почтовый индекс — 87100. Телефонный код — 6279.

## Адрес местного совета
87172, Донецкая обл., Тельмановский р-н, с. Коньково, ул. Советская, 17; тел. 27-1-41.